# CEV-Pokal

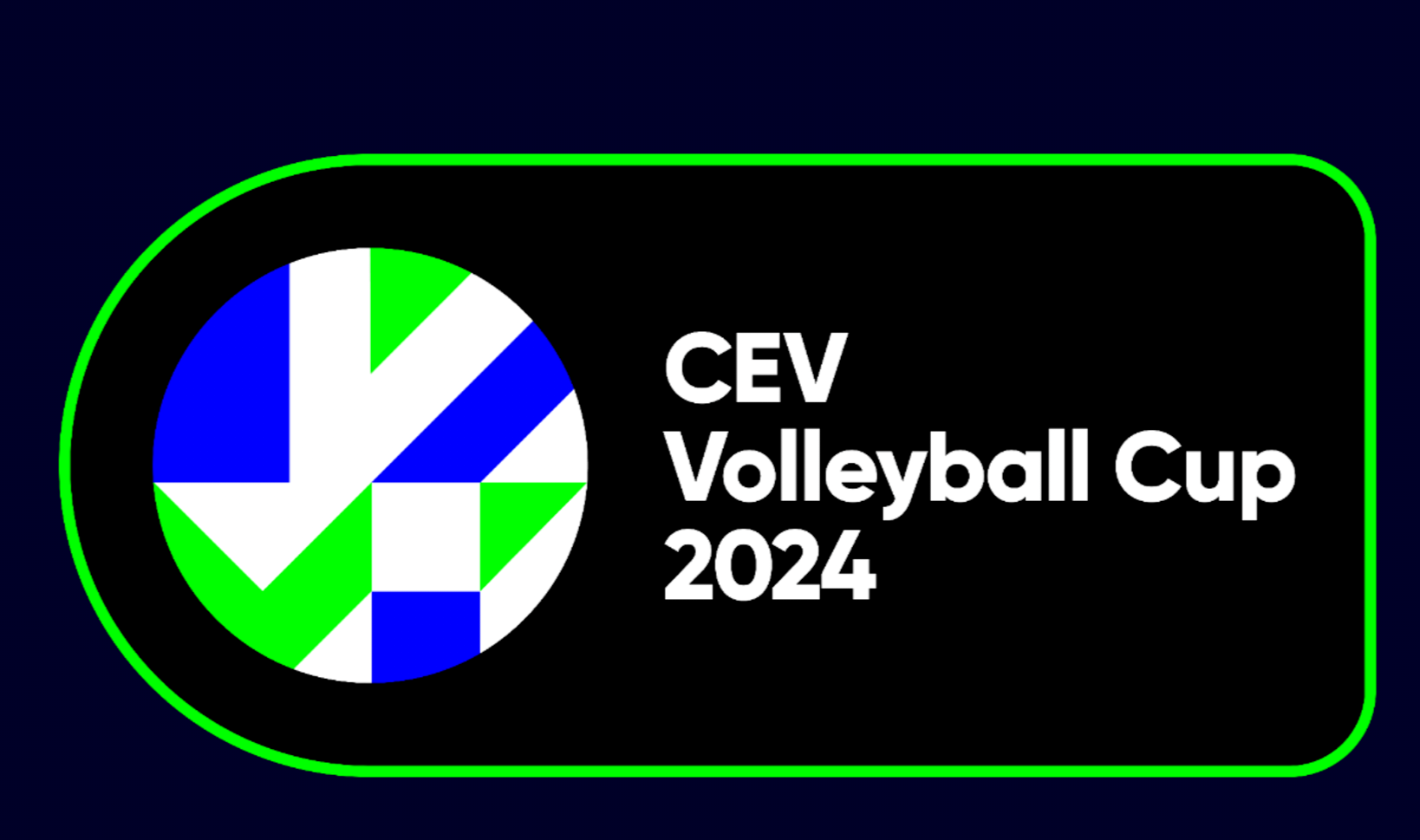
Logo (2024)

Der CEV-Pokal (offizieller Name: CEV Cup) ist der zweithöchste Europapokal-Wettbewerb für Vereinsmannschaften im Volleyball. Bis einschließlich der Saison 2006/07 wurde der Wettbewerb unter dem Namen Top Teams Cup ausgetragen und die Bezeichnung CEV-Pokal galt für den jetzigen Challenge Cup. Anschließend strukturierte der ausrichtenden europäische Verband CEV den Europapokal neu. Der Top Teams Cup hatte in der Saison 2000/01 den seit 1972/73 ausgetragenen Europapokal der Pokalsieger abgelöst. In den frühen 1970er Jahren nahmen die großen Volleyball-Nationen nicht an dem Wettbewerb teil, so dass sich Mannschaften aus anderen Ländern präsentieren konnten.

## Modus
Teilnahmeberechtigt sind die Mannschaften, die in ihrer nationalen Liga hinter den Champions-League-Teilnehmern platziert sind. Die genaue Anzahl der Startplätze in den einzelnen Wettbewerben ergibt sich aus einer Rangliste der CEV.
In der ersten Runde treten 32 Mannschaften im K.-o.-System mit Hin- und Rückspiel gegeneinander an. Falls es in den beiden Spielen unterschiedliche Sieger gibt, wird direkt im Anschluss an das Rückspiel ein zusätzlicher Satz bis 15 Punkte gespielt („golden set“), der über den Einzug in die nächste Runde entscheidet. Dabei sind die genauen Resultate der beiden Begegnungen bedeutungslos. Die Verlierer steigen in die dritte Runde des Challenge Cups ein. Die 16 Sieger der ersten Runde spielen im Achtel- und Viertelfinale weiter. Im Männerwettbewerb kommt es nach dem Viertelfinale zu einer „Challenge Round“. Dort treffen die Sieger der Viertelfinalspiele auf vier Mannschaften, die in der Gruppenphase der Champions League ausgeschieden sind. Die Sieger der „Challenge Round“ (Männer) bzw. des Viertelfinales (Frauen) qualifizieren sich für das Final Four. Das Turnier der besten vier Mannschaften wird innerhalb eines Wochenendes an einem zentralen Ort ausgetragen. An einem Tag finden die Halbfinalspiele statt, am anderen Tag das Spiel um den dritten Platz und das Finale.

## Männer

### Europapokal der Pokalsieger
| Saison  | Final Four    | Sieger                    | Platz 2                    | Platz 3                   |
| ------- | ------------- | ------------------------- | -------------------------- | ------------------------- |
| 1972/73 | Athen         | Swesda Woroschilowgrad    | Csepel SC                  | Lewski-Spartak Sofia      |
| 1973/74 | Brüssel       | Elektrotechnika Riga      | Swesda Woroschilowgrad     | Resovia Rzeszów           |
| 1974/75 | Ankara        | Elektrotechnika Riga      | Ujpest Dosza               | Lewski-Spartak Sofia      |
| 1975/76 | Bratislava    | ZSKA Sofia                | Roter Stern Bratislava     | Klippan Turin             |
| 1976/77 | Brüssel       | Elektrotechnika Riga      | Steaua Bukarest            | Aero Odolena Voda         |
| 1977/78 | Assen         | Aero Odolena Voda         | AZS Olsztyn                | Catania                   |
| 1978/79 | Roeselare     | Dinamo Bukarest           | Rudá Hvězda Prag           | Lewski-Spartak Sofia      |
| 1979/80 | Athen         | Panini Modena             | Panathinaikos Athen        | Aero Odolena Voda         |
| 1980/81 | Brüssel       | Cervena Hvezda Bratislava | Steaua Bukarest            | Avtomobilist Leningrad    |
| 1981/82 | Brüssel       | Avtomobilist Leningrad    | Lewski-Spartak Sofia       | Steaua Bukarest           |
| 1982/83 | Schaan        | Avtomobilist Leningrad    | Klippan Turin              | OK Vojvodina Novi Sad     |
| 1983/84 | Innsbruck     | Klippan Turin             | Son Amar Palma de Mallorca | Asnières Sports           |
| 1984/85 | Saint-Nazaire | VK Dynamo Moskau          | Lewski-Spartak Sofia       | Steaua Bukarest           |
| 1985/86 | Athen         | Panini Modena             | Steaua Bukarest            | ZSKA Sofia                |
| 1986/87 | Basel         | Tartarini Bologna         | Lewski-Spartak Sofia       | Bosna Sarajevo            |
| 1987/88 | Bologna       | Maxicono Parma            | Tartarini Bologna          | Lewski-Spartak Sofia      |
| 1988/89 | Varkaus       | Maxicono Parma            | Lewski-Spartak Sofia       | Panathinaikos Athen       |
| 1989/90 | Parma         | Maxicono Parma            | Sisley Treviso             | VK Dynamo Moskau          |
| 1990/91 | Palma         | Eurostile Montichiari     | Avtomobilist Leningrad     | AS Fréjus                 |
| 1991/92 | Moers         | Eurostile Montichiari     | Mediolanum Mailand         | Moerser SC                |
| 1992/93 | Mailand       | Mediolanum Mailand        | AS Cannes                  | Eurostile Montichiari     |
| 1993/94 | Genf          | Sisley Treviso            | Mediolanum Mailand         | AS Cannes                 |
| 1994/95 | Genf          | Daytona Modena            | CD Numancia                | Knack Roeselare           |
| 1995/96 | Athen         | Olympiakos Piräus         | SV Bayer Wuppertal         | Kapelle                   |
| 1996/97 | Thessaloniki  | Alpitour Traco Cuneo      | Olympiakos Piräus          | Dynamo Belgorod           |
| 1997/98 | Cuneo         | Alpitour Traco Cuneo      | Olympiakos Piräus          | Castelo da Maia GC        |
| 1998/99 | Istanbul      | AS Cannes                 | Alpitour Traco Cuneo       | UEM-Isumrud Jekaterinburg |
| 1999/00 | Athen         | Paris Volley              | Alpitour Traco Cuneo       | AEK Athen                 |

### Top Teams Cup
| Saison  | Final Four  | Sieger                 | Platz 2                    | Platz 3              |
| ------- | ----------- | ---------------------- | -------------------------- | -------------------- |
| 2000/01 | Ereğli      | SC Espinho             | UEM-Isumrud Jekaterinburg  | Unicaja Almería      |
| 2001/02 | Częstochowa | Knack Roeselare        | SC Espinho                 | AZS Częstochowa      |
| 2002/03 | Apeldoorn   | Piet Zoomers Apeldoorn | Lokomotiv Charkiw          | Omniworld Almere     |
| 2003/04 | Innsbruck   | Lokomotiv Charkiw      | Deltacon Dulcea            | Hypo Tirol Innsbruck |
| 2004/05 | Athen       | Olympiakos Piräus      | Nesselande Rotterdam       | VK Dukla Liberec     |
| 2005/06 | Mallorca    | Copra Piacenza         | Son Amar Palma de Mallorca | Panathinaikos Athen  |
| 2006/07 | Modena      | ACH Volley Bled        | Cimone Modena              | VK Iskra Odinzowo    |

### CEV Cup
| Saison  | Final Four | Sieger                                  | Platz 2                                 | Platz 3                                 |
| ------- | ---------- | --------------------------------------- | --------------------------------------- | --------------------------------------- |
| 2007/08 | Rom        | M. Roma Volley                          | Noliko Maaseik                          | OK Budvanska Rivijera                   |
| 2008/09 | Athen      | VK Lokomotiv-Belogorje                  | Panathinaikos Athen                     | BreBanca Lannutti Cuneo                 |
| 2009/10 | Maaseik    | BreBanca Lannutti Cuneo                 | VK Iskra Odinzowo                       | Noliko Maaseik                          |
| 2010/11 | ---        | Sisley Treviso                          | Zaksa Kędzierzyn-Koźle                  | ---                                     |
| 2011/12 | ---        | VK Dynamo Moskau                        | Resovia Rzeszów                         | ---                                     |
| 2012/13 | ---        | Halkbank Ankara                         | Andreoli Latina                         | ---                                     |
| 2013/14 | ---        | Paris Volley                            | Gubernia Nischni Nowgorod               | ---                                     |
| 2014/15 | ---        | VK Dynamo Moskau                        | Trentino Volley                         | ---                                     |
| 2015/16 | ---        | Berlin Recycling Volleys                | ZSK Gazprom-Ugra Surgut                 | ---                                     |
| 2016/17 | ---        | Tours Volley-Ball                       | Trentino Volley                         | ---                                     |
| 2017/18 | ---        | VK Lokomotiv-Belogorje                  | Ziraat Bankası Ankara                   | ---                                     |
| 2018/19 | ---        | Trentino Volley                         | Galatasaray Istanbul                    | ---                                     |
| 2019/20 | ---        | wegen der COVID-19-Pandemie abgebrochen | wegen der COVID-19-Pandemie abgebrochen | wegen der COVID-19-Pandemie abgebrochen |
| 2020/21 | ---        | VK Dynamo Moskau                        | VK Zenit Sankt Petersburg               | ---                                     |
| 2021/22 | ---        | Vero Volley Monza                       | Tours Volley-Ball                       | ---                                     |
| 2022/23 | ---        | Pallavolo Modena                        | Knack Roeselare                         | ---                                     |
| 2023/24 | ---        | Resovia Rzeszów                         | SVG Lüneburg                            | ---                                     |
| 2024/25 | ---        | Ziraat Bankası Ankara                   | Resovia Rzeszów                         | ---                                     |

## Frauen

### Europapokal der Pokalsieger
| Saison  | Final Four         | Sieger                  | Platz 2                      | Platz 3                 |
| ------- | ------------------ | ----------------------- | ---------------------------- | ----------------------- |
| 1972/73 | Lyon               | VK ZSKA Moskau          | ZSKA Sofia                   | Penicilina Iaşi         |
| 1973/74 | Osijek             | VK ZSKA Moskau          | Rudá Hvězda Prag             | Dinamo Bukarest         |
| 1974/75 | Eupen              | SC Traktor Schwerin     | VK ZSKA Moskau               | Slávia Bratislava       |
| 1975/76 | Bratislava         | Slávia Bratislava       | ZSKA Sofia                   | USC Münster             |
| 1976/77 | Roeselare          | Iskra Woroschilowgrad   | Ujpest Dosza                 | ZSKA Sofia              |
| 1977/78 | Treviso            | SC Dynamo Berlin        | Kralovopolske Stryirni Brünn | 1. VC Schwerte          |
| 1978/79 | Schaan             | Rudá Hvězda Prag        | SC Traktor Schwerin          | Start Łódź              |
| 1979/80 | Voorburg           | Vasas Izzó Budapest     | USC Münster                  | Catania                 |
| 1980/81 | Roeselare          | Vasas Izzó Budapest     | TTU Leningrad                | ZSKA Sofia              |
| 1981/82 | Izmir              | ZSKA Sofia              | VK Dynamo Moskau             | Slávia Bratislava       |
| 1982/83 | Reggio nell’Emilia | Medin Odessa            | Rudá Hvězda Prag             | Pallavolo Reggio Emilia |
| 1983/84 | Ankara             | SC Dynamo Berlin        | Pallavolo Reggio Emilia      | Rudá Hvězda Prag        |
| 1984/85 | Ankara             | SC Dynamo Berlin        | Uralochka Swerdlowsk         | Akademik Sofia          |
| 1985/86 | Ankara             | Uralochka Swerdlowsk    | SV Lohhof                    | Ujpest Dosza            |
| 1986/87 | Izmir              | Komunalnik Minsk        | Pallavolo Reggio Emilia      | SG/JDZ Feuerbach        |
| 1987/88 | Göppingen          | VK ZSKA Moskau          | Volley Modena                | SC Traktor Schwerin     |
| 1988/89 | Bari               | ADK Alma-Ata            | SC Traktor Schwerin          | ZSKA Moskau             |
| 1989/90 | Lille              | ADK Alma-Ata            | Pallavolo Reggio Emilia      | SC Traktor Schwerin     |
| 1990/91 | Lohhof             | ADK Alma-Ata            | ZSKA Sofia                   | Bayern Lohhof           |
| 1991/92 | Münster            | USC Münster             | Perugia                      | SC Traktor Schwerin     |
| 1992/93 | Perugia            | CJD Berlin              | VBC Riom                     | Azerrail Baku           |
| 1993/94 | Ancona             | Brummel Ancona          | RC Villebon 91               | Komfort Police          |
| 1994/95 | Münster            | Volley Modena           | USC Münster                  | Brummel Ancona          |
| 1995/96 | Modena             | Anthesis Modena         | VBC Riom                     | VK ZSKA Moskau          |
| 1996/97 | Moskau             | Anthesis Modena         | VBC Riom                     | VK ZSKA Moskau          |
| 1997/98 | Cannes             | VK ZSKA Moskau          | RC Cannes                    | Anthesis Modena         |
| 1998/99 | Istanbul           | Eczacıbaşı Istanbul     | Pallavolo Reggio Emilia      | AC Vrilissia            |
| 1999/00 | Perugia            | Pallavolo Sirio Perugia | Panathinaikos Athen          | Enka Istanbul           |

### Top Teams Cup
| Saison  | Final Four | Sieger                     | Platz 2           | Platz 3                |
| ------- | ---------- | -------------------------- | ----------------- | ---------------------- |
| 2000/01 | Wien       | Asterix Kieldrecht         | Telekom Post Wien | Dynamo Odessa          |
| 2001/02 | Baku       | Azerrail Baku              | Jedinstvo Užice   | GCB Bydgoszcz          |
| 2002/03 | Bern       | RC Villebon 91             | Zeiler Köniz      | Eburon Tongeren        |
| 2003/04 | Bursa      | Günes Vakifbank Istanbul   | Aliud Pharma Ulm  | Eburon Tongeren        |
| 2004/05 | Turin      | Chieri Volley Club         | Bayer Leverkusen  | Eczacıbaşı Istanbul    |
| 2005/06 | Moskau     | Sant’Orsola Asystel Novara | VK Dynamo Moskau  | Longa 59 Lichtenvoorde |
| 2006/07 | Münster    | Grupo 2002 Murcia          | VK ZSKA Moskau    | Schweriner SC          |

### CEV Cup
| Saison  | Final Four | Sieger                                  | Platz 2                                 | Platz 3                                 |
| ------- | ---------- | --------------------------------------- | --------------------------------------- | --------------------------------------- |
| 2007/08 | Belgrad    | Scavolini Pesaro                        | Rocheville Le Cannet                    | OK Roter Stern Belgrad                  |
| 2008/09 | Novara     | Asystel Novara                          | Uralotschka Jekaterinburg               | Fenerbahçe İstanbul                     |
| 2009/10 | Baku       | Yamamay Busto Arsizio                   | OK Roter Stern Belgrad                  | Azerrail Baku                           |
| 2010/11 | ---        | Robur Tiboni Urbino                     | VK Dynamo Krasnodar                     | ---                                     |
| 2011/12 | ---        | Yamamay Busto Arsizio                   | Galatasaray Istanbul                    | ---                                     |
| 2012/13 | ---        | Bank BPS Fakro Muszyna                  | Fenerbahçe İstanbul                     | ---                                     |
| 2013/14 | ---        | Fenerbahçe İstanbul                     | Uralotschka Jekaterinburg               | ---                                     |
| 2014/15 | ---        | VK Dynamo Krasnodar                     | Atom Trefl Sopot                        | ---                                     |
| 2015/16 | ---        | VK Dynamo Krasnodar                     | Galatasaray Istanbul                    | ---                                     |
| 2016/17 | ---        | VK Dynamo Kasan                         | Yamamay Busto Arsizio                   | ---                                     |
| 2017/18 | ---        | Eczacıbaşı Istanbul                     | Minchanka Minsk                         | ---                                     |
| 2018/19 | ---        | Yamamay Busto Arsizio                   | CS Volei Alba-Blaj                      | ---                                     |
| 2019/20 | ---        | wegen der COVID-19-Pandemie abgebrochen | wegen der COVID-19-Pandemie abgebrochen | wegen der COVID-19-Pandemie abgebrochen |
| 2020/21 | ---        | Saugella Monza                          | Galatasaray Istanbul                    | ---                                     |
| 2021/22 | ---        | Eczacıbaşı Istanbul                     | Allianz MTV Stuttgart                   | ---                                     |
| 2022/23 | ---        | Pallavolo Scandicci                     | CS Volei Alba-Blaj                      | ---                                     |
| 2023/24 | ---        | Reale Mutua Fenera Chieri '76           | Viteos NUC                              | ---                                     |
| 2024/25 | ---        | Igor Gorgonzola Novara                  | CS Volei Alba-Blaj                      | ---                                     |